# Salem (Baden)
Salem település Németországban, azon belül Baden-Württembergben. Lakosainak száma 12 355 fő (2023. december 31.). Salem Überlingen és Uhldingen-Mühlhofen községekkel határos.

## Népesség
A település népessége az elmúlt években az alábbi módon változott:
| Lakosok száma | 5591 | 6251 | 6732 | 7795 | 8549 | 10 083 | 11 001 | 11 216 | 11 043 | 12 355 |
|               | 1961 | 1967 | 1974 | 1980 | 1987 | 1993   | 2000   | 2006   | 2013   | 2023   |